# Máel Sechnaill mac Domnaill
Máel Sechnaill mac Domnaill (mort el 2 de setembre de 1022), de vegades nomenat Máel Sechnaill Mór (Malaquías el Gran) o Máel Sechnaill II, va ser rei de  Mide i Gran rei d'Irlanda. Va ser contemporani del gran Brian Boru, que el va deposar com Gran rei el 1002.
Máel Sechnaill pertanyia a la dinastia de Clann Cholmáin, una de les branques dels Uí Néill del sud. Era net de Donnchad Donn, besnet de Flann Sinna i rebesnet del primer Máel Sechnaill, Máel Sechnaill mac Máele Ruanaid. Durant segles, representants dels Uí Néill s'havien succeït com Reis de Tara, o Gran rei d'Irlanda. A l'època de Máel Sechnaill, els principals candidats al tron eren els Clann Cholmáin del sud i els Cenél nEógain del nord, de manera que ell va succeir a Domnall ua Néill, rei de Cenél nEógain el 980. Aquest sistema, que havia sobreviscut durant llarg temps malgrat els intents dels reis d'Ulster,  Munster i Leinster, i de les invasions dels vikings va arribar a la seva fi després que Brian Boru expulsés Máel Sechnaill del tron i es coronés Gran rei.
La seva intervenció en els últims moments de la batalla de Clontarf, el Divendres Sant de l'any 1014 va suposar el final dels vikings com a força política a Irlanda. La mort de Brian Boru i d'altres nobles irlandesos durant la batalla li va permetre recuperar el títol de Gran rei d'Irlanda, gràcies a l'ajut del seu parent del nord Flaithbertach Ua Néill. Tanmateix, caldria esperar fins a la dècada dels 1050 perquè aquest títol atorgués al seu posseïdor un poder polític similar al que havia gaudit Brian Boru. La dinastia de Clann Cholmáin no va proporcionar cap més Gran rei a Irlanda; en canvi sí a la de Cenél nEógain, a la qual van pertànyer Domnall Ua Lochlainn i Muirchertach MacLochlainn.